# A Star Is Burns
«A Star Is Burns» (рус. Бёрнс — звезда) — восемнадцатая серия шестого сезона мультсериала «Симпсоны». Вышел на экраны 5 марта 1995 года. В серии в Спрингфилде начинается кинофестиваль и знаменитый Джей Шерман собирается быть здешним судьёй. Гомер, понимая, что Мардж его не уважает, по собственному желанию становится одним из судей и в итоге голосует за наиглупейшее кино.

## Сюжет
В Спрингфилде решили провести собственный кинофестиваль. Жители города готовят свои фильмы. Из других городов приезжают звёзды. Гомер становится кинокритиком. Мистер Бернс хочет, чтобы его фильм выиграл, и решает подкупить жюри.

## История создания
В серии показывается кроссовер с недолго пробывшим в эфире мультсериалом «Критик». Джей Шерман — главный персонаж сериала. «Критик» был создан Элом Джином и Майком Рейсом, которые раньше работали над Симпсонами, но ушли после четвёртого сезона. Над сериалом также работал продюсер «Симпсонов» Джеймс Л. Брукс. Сериал впервые был показан на канале ABC в январе 1994 года, но был отменён после первого сезона, несмотря на положительные отзывы критиков. Второй сезон сериала начали показывать на Fox в слоте сразу после Симпсонов. Брукс решил, что сделать кроссовер с Симпсонами, показав Шермана на спрингфилдском кинофестивале, будет отличным способом представить критика.

## Критика
Создатель «Симпсонов» Мэтт Грейнинг обозвал серию «тридцатиминутным рекламным роликом к другому фильму» и единственный раз за более чем двадцатилетнюю историю «Симпсонов» убрал своё имя из титров. Эпизод вызвал микровойну между Грейнингом и продюсерами шоу. Причина в том, что Мэтт был возмущён использованием «Симпсонов» как рекламной площадки для продвижения других сериалов. Именно в этой серии продюсеры показали Джея Шермана, персонажа сериала The Critic.

## Интересные факты
- Снимаемый Бартом и Лизой фильм «Вечное сражение» отсылает к фильмам Эда Вуда, при этом элегантные костюм, прическа и манеры Барта копируют выступавшего в прологах его картин Крисвелла.
- Записав Гомера в жюри, Мардж вычеркнула Мартина Скорсезе.
- В начале программы «Око Спрингфилда», видно, как цирковые животные, вроде зебр и львов, входят с одной стороны Красти Бургер, а с другой стороны люди получают свои бургеры.